# Raul Rusescu
Raul Rusescu (ur. 9 lipca 1988 w Râmnicu Vâlcea) – rumuński piłkarz grający na pozycji napastnika. 
W reprezentacji Rumunii zadebiutował w 2012 roku.